# The Mating Game
 The Mating Game és una pel·lícula estatunidenca de George Marshall estrenada el 1959.

## Argument
A Maryland, un vell rondinaire denuncia al fisc el seu veí, el granger Pop Larkin, que viu al seu ranxo amb la seva excèntrica família sense declarar els seus ingressos. L'administració envia de seguida el seu agent, Lorenzo Charlton, per efectuar un control fiscal. Però el funcionari és de seguida seduït per l'estil de vida relaxat dels Larkin, i més particularment per la noia gran, la bonica Mariette. Mentre que el Ministeri d'economia decideix posar una multa de 50.000 dòlars al mal contribuent, Lorenzo descobreix un vell acte de requeriment de cavalls que data de la Guerra de secessió. Així, l'Exèrcit estatunidenc es comprometia a lliurar a la família Larkin 1.500 dòlars amb interessos pels cavalls que havien proveït. El Govern mai no va complir amb aquest deute, i podria ser encara que sigui l'Estat qui degui finalment dels diners als Larkin.

## Repartiment
- Debbie Reynolds: Mariette Larkin
- Tony Randall: Lorenzo Charlton
- Paul Douglas: Pop Larkin
- Fred Clark: Oliver Kelsey
- Una Merkel: Ma Larkin
- Philip Ober: Wendell Burnshaw
- Charles Lane: inspector Bigelow
- Philip Coolidge: reverend Osgood
- Trevor Bardette: cap Guthrie
- William Smith: Barney

## Crítiques
Una atordidora comèdia l'argument de la qual i alguns personatges podrien ser aquells amb els quals els anglesos han fet les seves millors pel·lícules còmiques. Hi ha tanmateix aquí, molt estatunidenc, un ritme dinàmic i una forma de gag fundada més en el visual que en la psicologia dels protagonistes.